# 金永棹
金 永棹（キム・ヨンド、朝鮮語: 김영도/金永棹、1924年10月18日 - 2023年10月21日）は、大韓民国の登山家、探検家、随筆家、翻訳家、教員、教授、政治家、陸軍軍人。第9代韓国国会議員、第7代大韓山岳連盟会長。本貫は金海金氏。キリスト教徒。

## 経歴
日本統治時代の平安北道定州郡（現・定州市）生まれ、5歳の時に平壌に引っ越した。平壌高等普通学校、ソウル大学校文理科大学哲学科卒。普通学校時代は、大島亮吉の本を通じて登山に興味を示し、英語・日本語・ドイツ語の登山に関する本を読み漁った。朝鮮戦争に際しては、学徒志願兵として陸軍に入隊した後、通訳士官を務め、1955年に大尉として予備役へ編入された。1956年から1963年までは城東高等学校で教員を務めたほか、陸軍士官学校で哲学の教授を務めた。
政界では1963年に民主共和党に入党した後、1973年から1979年までに維新政友会の第9代国会議員を務めた。そのほかには民主共和党宣伝部長、企画調整室長、事務次長等の要職を歴任した。
1970～71年にかけては、韓国中の名山に34か所の避難所の建設を主導した。1971年にヒマラヤ山脈のローツェ・シャール峰遠征隊の費用を支援したことにより、1971年から1976年までは大韓山岳連盟副会長、1976年10月から1980年12月までは第7代会長を務めた。会長在任中の1977年9月15日にはエベレスト遠征隊長として、韓国人として初めてエベレストに登頂した高相敦ら18人を率いてエベレストに登った。これにより韓国は世界で8番目にエベレスト登頂者が出た国となる。また、1978年には韓国北極探検隊隊長として、韓国初のグリーンランドの探検を行い、北極圏内の北緯80度2分7秒まで行った。1982年からは韓国登山研究所の所長を務めた。
2023年10月21日に京畿道議政府市の自宅にて老衰により死去。享年99。

## 賞勲
大韓山岳連盟創立50周年を迎えた2012年に「大韓山岳連盟を輝かせた50人」に選ばれた。
2023年に「蔚山蔚州世界山岳映画祭」特別功労賞を受賞した。なお、授賞式は死去の1日前の10月20日に開かれたが、本人は参加せず、息子が代わりに出席し賞をもらった。

## 著作・翻訳
『私たちは山に登っているのか』『山の思想』などの登山に関する随筆集を数部出版したほか、登山家のラインホルト・メスナー、イヴォン・シュイナード、エドワード・ウィンパー、ジョン・ハントの著書も韓国語に翻訳した。